# Megisba thwaitesi
Megisba thwaitesi är en fjärilsart som beskrevs av Moore 1881. Megisba thwaitesi ingår i släktet Megisba och familjen juvelvingar. Inga underarter finns listade i Catalogue of Life.